# Oermingen
 Oermingen (en alsacià Ermínge) és un municipi francès, situat a la regió del Gran Est, al departament del Baix Rin. L'any 1999 tenia 1.256 habitants.
Forma part del cantó d'Ingwiller, del districte de Saverne i de la Comunitat de comunes de l'Alsace Bossue.

## Demografia
| 1962  | 1968  | 1975  | 1982  | 1990  | 1999  |
| ----- | ----- | ----- | ----- | ----- | ----- |
| 1.491 | 1.526 | 1.393 | 1.411 | 1.315 | 1.256 |

## Administració
| Període | Identitat     | Partit |
| ------- | ------------- | ------ |
| -2001   | Edmond Lang   |        |
| 2001-   | Simon Schmidt |        |